# Jenny Jones (snowboard)
Jennifer Marie Jones –conocida como Jenny Jones– (Bristol, 3 de julio de 1980) es una deportista británica que compitió en snowboard, especialista en la prueba de slopestyle.
Participó en los Juegos Olímpicos de Sochi 2014, obteniendo la medalla de bronce en la prueba de slopestyle. Adicionalmente, consiguió tres medallas en los X Games de Invierno.

## Medallero internacional
| Juegos Olímpicos | Juegos Olímpicos | Juegos Olímpicos  | Juegos Olímpicos |
| Año              | Lugar            | Medalla           | Prueba           |
| ---------------- | ---------------- | ----------------- | ---------------- |
| 2014             | Sochi (Rusia)    | Medalla de bronce | Slopestyle       |

| X Games de Invierno | X Games de Invierno    | X Games de Invierno | X Games de Invierno |
| Año                 | Lugar                  | Medalla             | Prueba              |
| ------------------- | ---------------------- | ------------------- | ------------------- |
| 2009                | Aspen (Estados Unidos) | Medalla de oro      | Slopestyle          |
| 2010                | Aspen (Estados Unidos) | Medalla de oro      | Slopestyle          |
| 2011                | Aspen (Estados Unidos) | Medalla de plata    | Slopestyle          |